# 黄大年
黄大年（1958年8月28日—2017年1月8日），男，生于广西南宁，曾入籍英國，地球物理学家，曾任中国吉林大学新兴交叉学科学部部长、地球探测科学与技术学院教授、博士生导师，英国ARKeX航空地球物理公司高级研究员，在英國時參加中国“千人计划”特聘专家，將高端軍事遙感科技帶回中國。

## 生平
黄大年1958年出生于广西南宁的知识分子家庭。1966年文化大革命，8岁的黄大年随父母下放至桂东南的山村。初中时，离家进入罗城县的五七中学读书。
1975年10月，黄大年通过招考进入位于贵县（今贵港市）的广西第六地质队，担任航空物探操作员。1977年，中国大陆恢复高考，黄大年考入了长春地质学院（1997年更名为长春科技大学，2000年并入吉林大学）应用地球物理系。黄大年在大学先后完成本科与硕士研究生的学业，并留校任教。1988年，加入中国共产党。1991年被评为副教授。1992年，他获全国30个公派出国名额之一，在“中英友好奖学金项目”全额资助下，被选送至英国攻读博士学位，1996年获英国利兹大学地球物理学博士学位。之后黄大年回国，不久后又被派往英国继续从事针对水下隐伏目标和深水油气的高精度探测技术研究工作，在英国剑桥ARKeX航空地球物理公司任高级研究员12年，担任过研发部主任、博士生导师、培训官，长期从事海洋和航空快速移动平台高精度地球微重力和磁力场探测技术工作。在英国期间，获得英国国籍，亦因此失去中国共产党党籍。
2009年底，黄大年通过“千人计划”回到中国，出任吉林大学地球探测科学与技术学院全职教授。回国后，黄大年被选为“深部探测关键仪器装备研制与实验项目”的负责人。在黄大年团队的努力下，中国的超高精密机械和电子技术、纳米和微电机技术、高温和低温超导原理技术、冷原子干涉原理技术、光纤技术和惯性技术等多项关键技术进步显著，快速移动平台探测技术装备研发也首次攻克瓶颈，突破了国外封锁。有媒体称，黄大年的回国，让某国航母演习“整个舰队后退100海里”。此次回国后，黄大年恢复中国国籍，并提出恢复党籍的申请。
2016年12月8日，黄大年因胆管癌住院。2017年1月8日，黄大年病逝，终年58岁。

## 身后

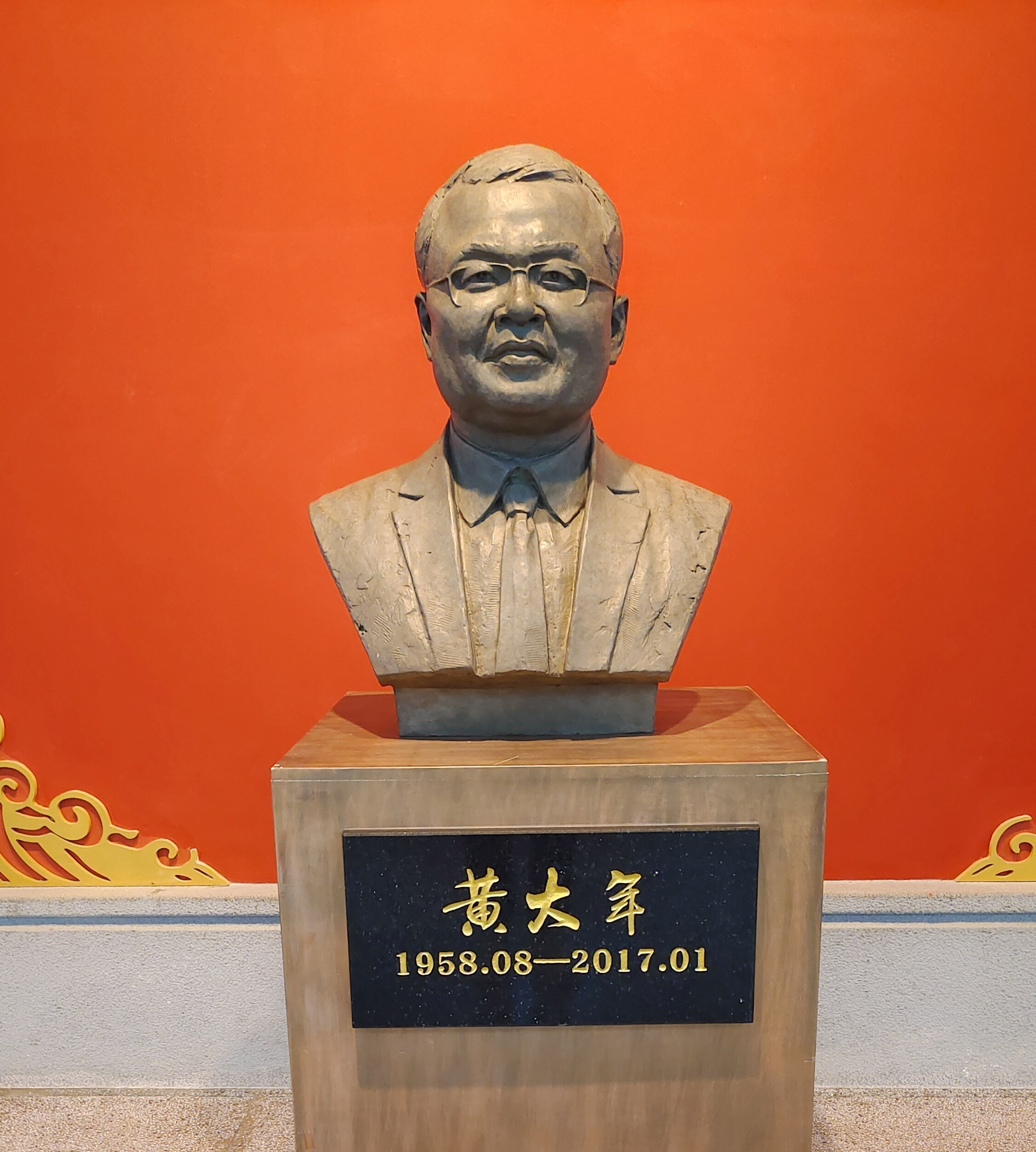
黃大年塑像，位於吉林大學朝陽校區

逝世后，他的妹妹提出恢复党籍的请求，吉林大学向中共吉林省委提出这一申请。2017年1月10日，中共吉林省委常委会追认黄大年为中国共产党党员。同年5月，中共中央总书记、国家主席、中央军委主席习近平作出指示，号召向黄大年学习。7月1日，中共中央追授黄大年为全国优秀共产党员。
2018年1月，中华人民共和国教育部评选了首批“全国高校黄大年式教师团队”
2018年2月，当选为感动中国2017年度人物。
2024年9月13日，黄大年被追授“人民教育家”国家荣誉称号。